# Galterud Station
Galterud Station (Galterud stasjon) var en jernbanestation, der lå i området Galterud i Sør-Odal kommune på Kongsvingerbanen i Norge.
Stationen blev oprettet som holdeplads 2. maj 1864, to år efter banens åbning. Den blev opgraderet til station i 1913. Den blev fjernstyret 21. maj 1966 og gjort ubemandet 23. maj samme år. Stationen blev nedlagt 9. december 2012 i forbindelse med indførelsen af en ny køreplan for togtrafikken i Østlandsområdet, efter at den i de sidste år kun havde været betjent af lokaltog.
Stationsbygningen er opført i 1903 efter tegninger af Paul Armin Due.